# كارل بليابتريي
كارل بليابتريي (بالألمانية: Karl Bleibtreu)‏ (و. 1859 – 1928 م) هو مؤلف، وكاتب، وناقد أدبي ألماني، ولد في برلين، توفي في لوكارنو، عن عمر يناهز 69 عاماً.